# カンラン石
カンラン石

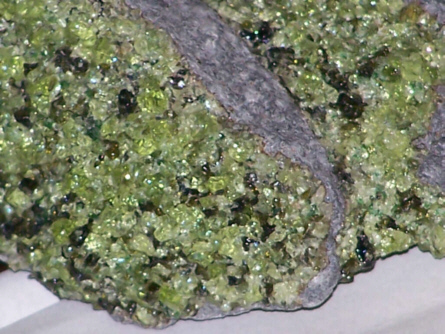
玄武岩中のカンラン岩ゼノリス

（かんらんせき、橄欖石、olivine、オリビン）は、鉱物（ケイ酸塩鉱物）のグループ名。
マグネシウムや鉄のネソケイ酸塩鉱物である。Mg2SiO4（苦土橄欖石）と Fe2SiO4（鉄橄欖石）との間の連続固溶体をなす。
多くのカンラン石は、地球マントル最上部の大部分を占め、地上に火成岩として出てきたカンラン岩（peridotite）もマントル由来である。結晶化したものは宝石のペリドットである。

## 成分、種類
苦土橄欖石（白橄欖石、forsterite、フォルステライト）
化学式 - Mg2SiO4。色 - 白色、黄緑色、条痕 - 白色。ガラス光沢。劈開なし。硬度 7。比重 3.2。
鉄橄欖石（fayalite、黒橄欖石、ファイアライト）
化学式 - Fe2SiO4。色 - 褐色、黒色、条痕 - 淡褐色。ガラス光沢。劈開なし。硬度 6.5。比重 4.4。
テフロ石（マンガン橄欖石、tephroite、テフロアイト）
化学式 - Mn2SiO4。色 - 灰色、帯青灰色、帯緑灰色（光が当たると退色する）。条痕 - 灰色。ガラス光沢。劈開なし。硬度 6.5、比重 4.1。産出は限られる。石英とは共存しない。
モンチセリ橄欖石（モンチセリ石、monticellite、モンティセライト）
化学式 - CaMgSiO4。色 - 白色、帯緑灰色、灰色。条痕 - 白色。ガラス光沢。劈開なし。硬度 5、比重 3.2。石灰岩スカルンから産出するが、場所は限られる。

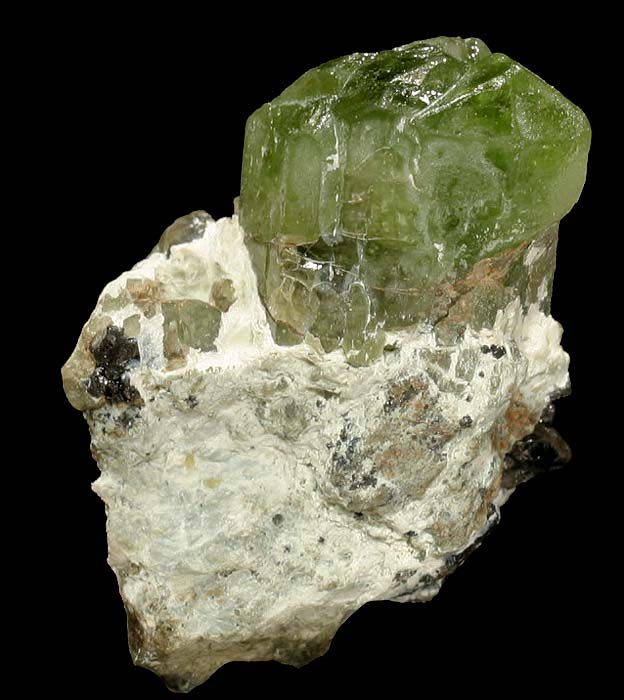
苦土かんらん石
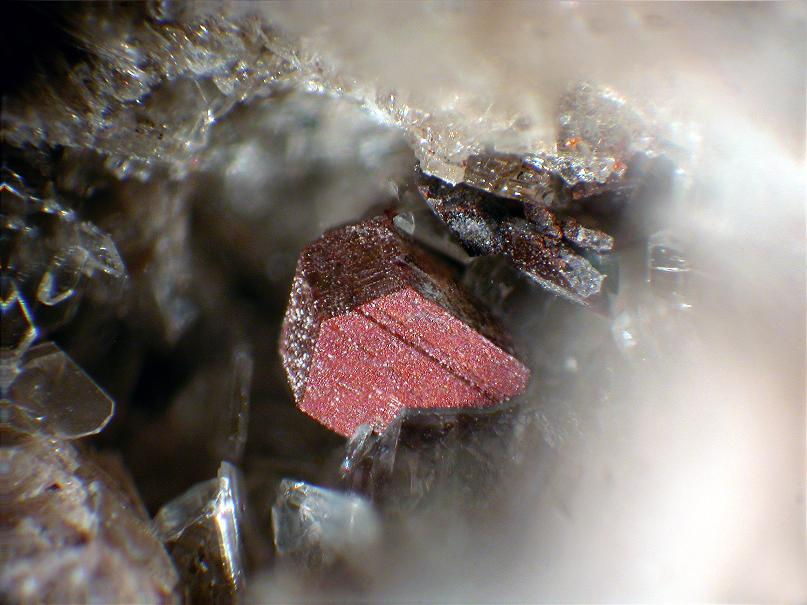
鉄かんらん石
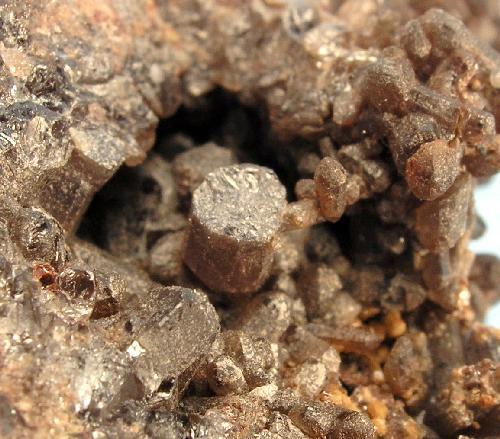
テフロ石
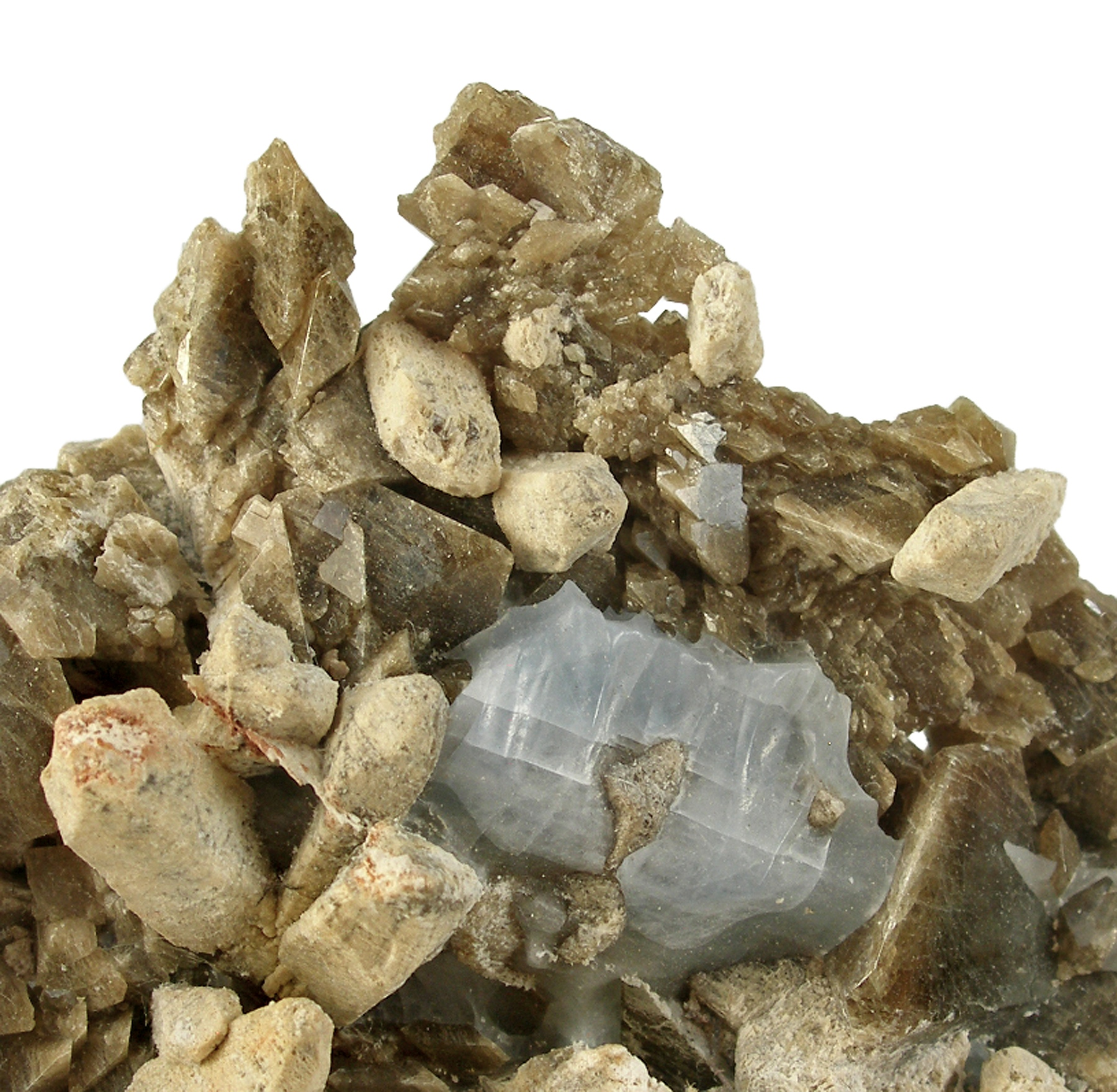
モンチセリかんらん石

## 産出地
玄武岩などの塩基性岩や超塩基性岩に多く含まれる。鉄橄欖石質の橄欖石は、ソレアイト質マグマの分化で晶出し、ソレアイト質流紋岩や花崗岩などに含まれることもある。
橄欖石が主要構成鉱物である岩石を橄欖岩という。マントルの上部は、主に橄欖岩から構成されていると考えられている。
鉱業用のカンラン石の約50%はノルウェーで採掘されている。2004年の採掘量 8500 kt/yearのうち、3,500 kt はノルウェーであり、次いで 2,000 kt 日本、700kt スペインである。
地球外
月や火星からの隕石、日本の小惑星探査機はやぶさが小惑星イトカワから持ち帰ったサンプルからも確認されている。NASAのスピッツァー宇宙望遠鏡での観察では、星が生まれる前のガス雲中からも観測されている。

## 性質、特徴

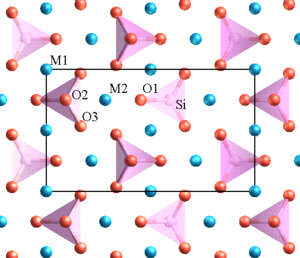
a軸側から見た橄欖石の結晶構造

一般式は (Mg,Fe)2SiO4。Mn、Ni、Ti を少量含む。
結晶系は斜方晶系。比重は3.2 - 3.8。モース硬度は7。
ガラス光沢で、色は黄緑色。形状は、粒状または短柱状結晶。
高圧多形
高圧環境下でオリビン構造からスピネル構造に変化する。高圧多型鉱物はウォズレアイトと呼ばれ、さらに加圧されるとリングウッダイトとなる。
風化・蛇紋岩化
地上や水中で、他の鉱物より二酸化炭素と反応し急速に脆い滑石を含む蛇紋岩へと変化し風化しやすい。
海洋プレートが沈み込んだスラブでは、高圧力環境で熱水と反応し蛇紋岩化する。
蛇紋岩化では、非常にもろい滑石への変化と圧力勾配の変化が行われ、地震発生の原因ともなると考えられている。

## 用途
宝石
苦土橄欖石のうち緑色で特に美しいものは、ペリドットとよばれ、宝石にされる。
マグネシア系耐火物
砕いて砂状にしたオリビンサンドは、鋳物砂として使用される。耐火測定ゼーゲルコーンで SK37-38の耐火性がある。
溶鉄造滓材
MgOの作用により、鉄以外の滓（スラグ）を分離するのに使用する。
二酸化炭素の吸収
水がある環境下で二酸化炭素と急速に反応して風化することから、温暖化対策に砕いたカンラン石を浜辺に敷き詰める Project Vesta という試みが行われている。ただ、この方法は大量に風化させても効果が薄くカンラン石の採掘は非効率、海の環境も変わり特定種の植物プランクトンに優勢な状況を作り出してしまうことから環境破壊にもなりかねないという批判も出ている。
その他
コンクリート用骨材、肥料、護岸など

## 名前の由来
ラテン語の oliva（オリーブ）が語源で、オリーブ色（濃緑色）をしていることによる。1790年ウェルナーの命名。olivineを橄欖石と訳したのは、日本の地質調査所の人々らしく、文献で最も古いのは『20万分の1伊豆図幅地質説明書』（西山正吾、1886年）である。
橄欖（カンラン科）とは、ベトナム原産の東南アジア一帯で栽培されている。果肉を食用にし、種子から油を取るほか、薬用にも用いる。この木は、果実はヨーロッパ（地中海地方）のオリーブ（モクセイ科）にやや似ているが、全く別科の植物。しかし、幕末に実だけをみて同じと誤認されたらしく、聖書を漢訳した文久2年(1862)、オリーブの訳にこの語があてられ、そのまま伝えられたもの。

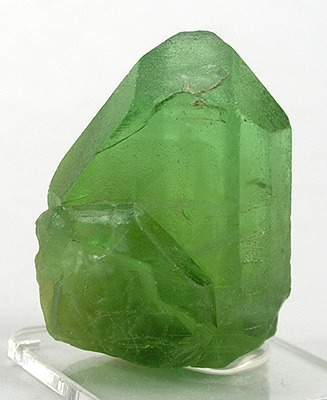
かんらん石（Olivine）。宝石名ペリドット
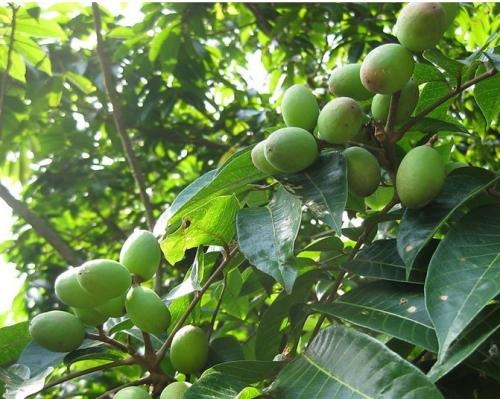
橄欖（かんらん）
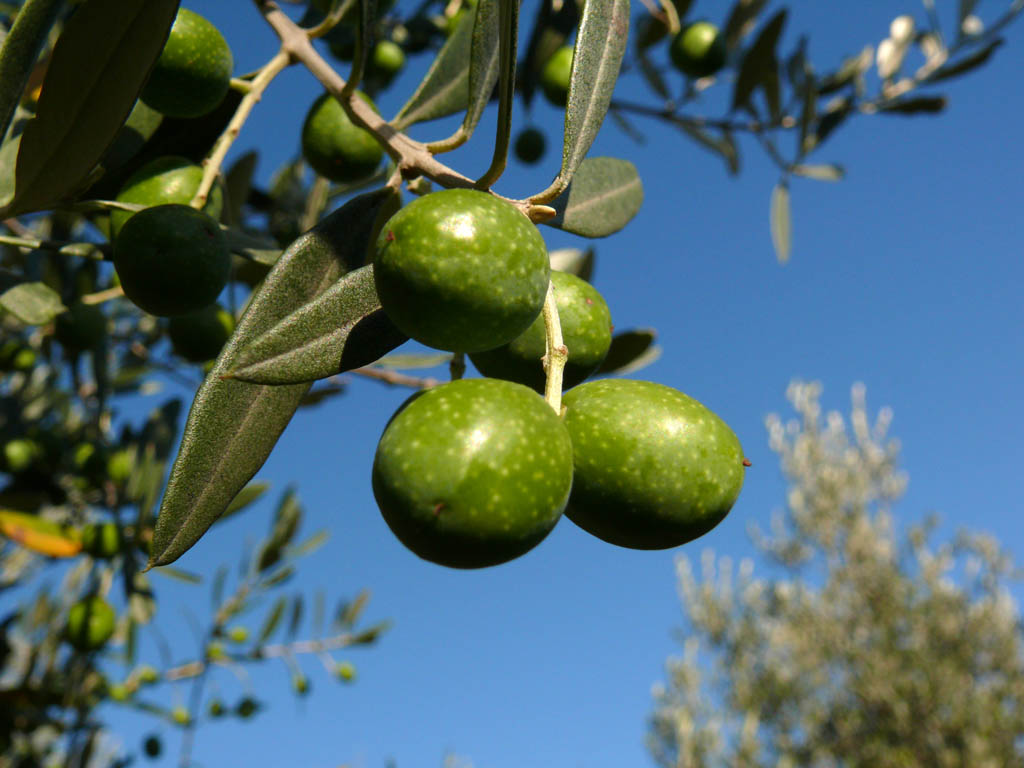
オリーブの実